# Adobe Streamline
Adobe Streamline [əˈdəʊbi ˈstriːmlaɪn] je proprietární, již nevyvíjený program – trasovací nástroj od společnosti Adobe Systems. Určen pro MS Windows a MacOS „Classic“, slouží k převodu bitmapové grafiky do vektorové podoby. Rozsahem funkcí odpovídá konkurenčním produktům, jako je Corel Trace.
Streamline přestali vyvíjet po uvedení balíku Adobe Illustrator CS2, obsahujícím pomůcku Live Trace [lɪv treɪs]. Ta umožňuje rychlé trasování, jemné ovládání a též i „live link“ (česky živé spojení), propojení s trasovanou bitmapou.

## Historie
Verzi 3.0 vydali v létě roku 1992 co součást Adobe Illustratoru 4.0; přinesla řadu nástrojů pro práci s bitmapami, rozsahem funkcí srovnatelnou s aplikacemi typu Image-In.